# Diócesis de Tarawa y Nauru
La diócesis de Tarawa y Nauru (en latín: Dioecesis Taravana et Nauruna y en inglés: Roman Catholic Diocese of Tarawa and Nauru) es una circunscripción eclesiástica de la Iglesia católica en las Kiribati y Nauru. Se trata de una diócesis latina, sufragánea de la arquidiócesis de Suva. Desde el 2 de mayo de 2024 su obispo es Simon Samendra Mani, de los Misioneros del Sagrado Corazón.

## Territorio y organización

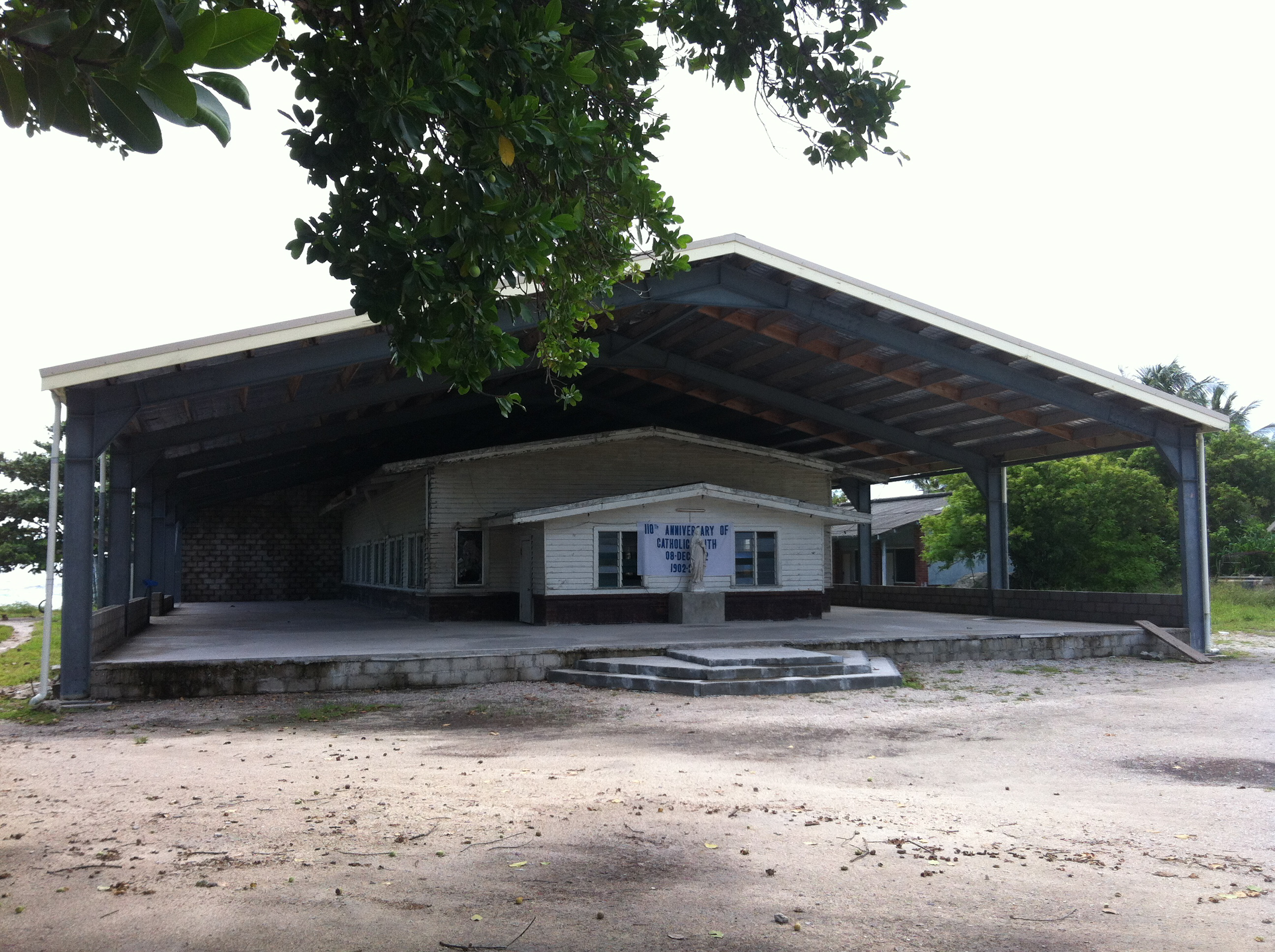
Parroquia de Cristo Rey, en Yaren, Nauru

La diócesis tiene 832 km² y extiende su jurisdicción sobre los fieles católicos de rito latino residentes en Kiribati y en Nauru.
La sede de la diócesis se encuentra en la ciudad de Tarawa Sur en el atolón de Tarawa, en donde se halla en la Catedral del Sagrado Corazón, en la isla de Teaoraereke.
En 2022 en la diócesis existían 24 parroquias, de las cuales se encuentra en Nauru (parroquia de Cristo Rey).

## Historia

### Los primeros misioneros
Los primeros misioneros cristianos en llegar a las islas Gilbert fueron protestantes de Nueva Inglaterra, el primero de los cuales llegó en noviembre de 1857.
Muchos nativos gilberteses, capturados por cazadores de esclavos para trabajar en plantaciones en otras islas del Pacífico, fueron convertidos por misioneros católicos. Dos de estos trabajadores convertidos, Betero y Tiroi, regresaron a Nonouti y educaron a la población local sobre el catolicismo. Construyeron ocho iglesias pequeñas, donde la gente de diferentes pueblos se reunía todos los domingos para cantar himnos y rezar. Para 1888, Betero y Tiroi ya habían bautizado a 560 personas y estaban educando a otras 600. A medida que aumentaba el número de católicos, los dos hombres escribieron a muchos obispos católicos pidiéndoles misioneros y sacerdotes.

### Llegada de sacerdotes católicos
En respuesta a una carta enviada por Betero y Tiroi, tres miembros de los Misioneros del Sagrado Corazón fueron enviados a Samoa, el padre Édouard Bontemps, el padre Joseph Leray y el hermano Conrad Weber. Salieron de Sídney en 1887 en una pequeña goleta y llegaron a Nonouti el 10 de mayo de 1888, fiesta de la Ascensión de Jesús. Echaron el ancla en la entrada de una gran laguna poco profunda y tomaron un bote salvavidas para llegar a la orilla en donde los esperaba una multitud de lugareños. El viaje hasta la orilla duró varias horas, por lo que los dos sacerdotes decidieron celebrar la misa en el bote salvavidas, a cierta distancia de tierra porque era cerca del mediodía. La primera misa católica en las islas Gilbert se celebró entonces en un bote salvavidas en la laguna Nonouti. Cuando los misioneros desembarcaron, visitaron la iglesia, la cual encontraron grande y bien construida, ya equipada con altar, mantel y crucifijo. A la mañana siguiente en la misma iglesia celebraron misa, acompañada de himnos y oraciones en gilbertés. Después de la celebración, se instaló una estatua de Nuestra Señora del Sagrado Corazón.

### Llegada de las monjas
En 1892 el padre Bontemps, acompañado de dos jóvenes gilberteses, partió hacia Europa en un viaje para obtener ayuda para la misión en las islas Gilbert. Visitaron Roma y en 1894 llegaron a Issoudun, Francia, en donde había un convento de las Hijas de Nuestra Señora del Sagrado Corazón, la rama femenina de las Misioneras del Sagrado Corazón de Jesús. El padre Bontemps pidió a la superiora general, la madre María Luisa, que enviara monjas a las islas Gilbert. María Luisa había sido durante mucho tiempo una leal asistente de los Misioneros, pero en este caso dudó debido al excepcional aislamiento de las islas Gilbert. Sin embargo, poco después accedió y eligió a siete monjas, la mayor de las cuales tenía 25 años, para enviarlas a las islas.
El padre Bontemps y las hermanas partieron de Issoudun en abril de 1895 y en el viaje de regreso se detuvieron para una breve estadía con las hermanas en Kensington, Australia. También se detuvieron en Sídney, donde se les unieron otras dos monjas, lo que elevó el total a nueve. Llegaron a las islas Gilbert en agosto, después de una travesía difícil en el Archer, un barco viejo, lento e inestable. Se vieron obligados a usar ese barco porque nadie quería arriesgarse con un nuevo barco debido a los peligrosos arrecifes.

### Pobreza y hostilidad de los protestantes
A su llegada, las condiciones materiales y sociales eran difíciles para las hermanas. Ellos, que eran activos en la educación, enfrentaron una feroz oposición de los maestros protestantes. También eran muy pobres. Al llegar las hermanas a la casa de misión donde vivían las Misioneras del Sagrado Corazón de Jesús y donde se instalaron, encontraron una cocina equipada con solo dos ollas pequeñas, algunos platos y una sola cuchara que debería haber sido utilizada por doce misioneros. Como no había tazas ni vasos, los misioneros bebían de las cajas de mermelada. Vivían de cocos, taro, pescado, café negro, azúcar moreno, galletas, arroz hervido, frijoles enlatados y carne salada. La leche condensada y el pan se almacenaban para los domingos y festivos. El calor extremo, además de la desnutrición y las enfermedades, provocó una serie de muertes durante los primeros años. La noticia tardó cuatro meses o más en llegar a Europa.
El vicariato apostólico de las Islas Gilbert fue erigido el 28 de julio de 1897 mediante el breve Ad supremum del papa León XIII, separando territorio del vicariato apostólico de Micronesia.
Un segundo grupo de monjas llegó a Nonouti el 2 de febrero de 1899. Las condiciones eran todavía muy primitivas y pobres. Durante los primeros años, la joven superiora, madre María Isabel, así como los sacerdotes, viajaban a menudo desde Nonouti, sede de la misión, para visitar las misiones recién establecidas en otras islas del archipiélago. Estos viajes eran peligrosos y, a menudo, muy emocionantes.
En una ocasión, la madre María Isabella y el padre Bontemps partieron de Nonouti para visitar una isla cercana pero después de dos semanas de luchar contra el viento y las fuertes corrientes, llegaron a Nauru, a unos cien kilómetros de rumbo. El administrador de la isla los invitó a desembarcar. Lo hicieron a la mañana siguiente. Sin embargo, durante la noche, la corriente llevó el barco a las islas Carolinas. Allí fueron recibidos en tierra por los misioneros capuchinos españoles y llegaron justo a tiempo para una fiesta y para el bautismo del rey y la reina de los indígenas. La madre María Isabel recibió el honor de ser su madrina. Después de varios días partieron hacia las islas Gilbert y avistaron Nonouti el 27 de junio de 1897 después de una ausencia de cinco meses.
Además de las dificultades materiales, los misioneros también tuvieron que hacer frente a la hostilidad de los protestantes, en ese momento un grupo dominante y consolidado. Algunos de los habitantes de la isla sureña de Nikunau al año siguiente pidieron misioneros. Luego fueron enviados un sacerdote y dos monjas. Ellos también enfrentaron una feroz oposición de los protestantes de la isla. A su llegada se les prohibió bajar a tierra, orden que desobedecieron a riesgo de su seguridad. Se quedaron varados en la playa, con los pocos elementos que tenían en medio de una multitud de personas hostiles. Nadie les ayudó hasta el atardecer, cuando un comerciante europeo se apiadó de ellos y les permitió pasar la noche en su terraza. Al día siguiente las hermanas salieron a recolectar material para construir su casa. El policía local amenazó con encarcelar a cualquiera que trabajara con los misioneros, por lo que tuvieron que hacer cada trabajo ellos mismos. Sin embargo, varios años después, las condiciones mejoraron hasta el punto de que las hermanas pudieron establecer un internado para niñas.

### SiglosXXyXXI

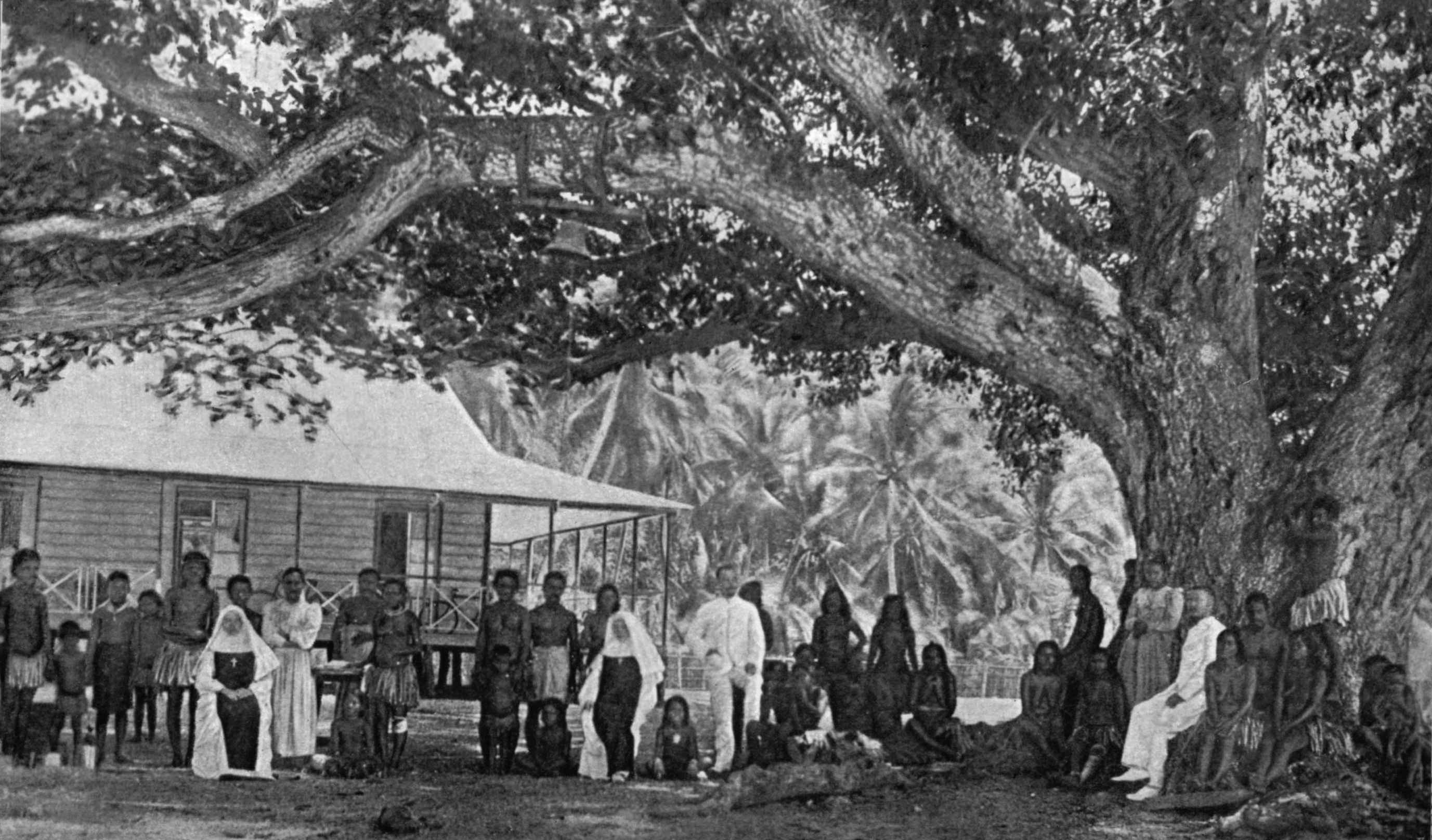
Misión católica en Nauru, 1914

La primera misión interinsular se inauguró en 1938. Fue construida en la isla de Abemama y tomó el nombre de Santa Teretia. Anteriormente, en 1894 la misión había comprado un pequeño barco, el Stella Maris, pero lo vendió en 1910 ya que en ese momento la misión estaba en dificultades financieras. Antes de 1894 y de 1910 a 1938, los misioneros tuvieron que depender del paso de barcos que transportaban copra u otras mercancías para llegar a las distintas islas. El nuevo barco fue vendido a una empresa local en 1950 y un barco más grande, también llamado Santa Teretia fue comprada por una empresa australiana. Este encalló en Nauru durante una tormenta y no pudo ser reparado. Se compró un tercer barco, pero se hundió en el arrecife de una de las islas del sur. En 1970 se construyeron pistas de aterrizaje en la mayor parte de las islas exteriores. Esto hizo que viajar fuera mucho más cómodo para sacerdotes y monjas también.
El 21 de junio de 1966, mediante la bula Prophetarum voces del papa Pablo VI, el vicariato apostólico fue elevado a diócesis y asumió el nombre de diócesis de Tarawa.
El 15 de noviembre de 1978, tras la independencia de Nauru en 1968 y la separación de Tuvalu decidida en 1975, la diócesis tomó el nombre de diócesis de Tarawa, Nauru y Funafuti.
El 10 de septiembre de 1982 la diócesis se dividió, dando lugar a la misión sui iuris de Funafuti y a la diócesis que lleva el nombre actual.
Durante el siglo XX, el número de clérigos y religiosas activas en la diócesis creció rápidamente. En 1950 el obispo Octave Terrienne fundó una congregación indígena llamada las Hermanas de Santa Teresa. En 1960 varias niñas indígenas solicitaron unirse a la congregación de las Hijas de Nuestra Señora del Sagrado Corazón y fueron enviadas a estudiar en el noviciado australiano. Como la congregación de las Hermanas de Santa Teresa tenía pocas religiosas, en 1968 se fusionó con la de las Hijas de Nuestra Señora del Sagrado Corazón. En 1976 abrieron un noviciado en las islas Gilbert.

## Estadísticas
Según el Anuario Pontificio 2023 la diócesis tenía a fines de 2022 un total de 65 925 fieles bautizados.
| Año                                                                             | Población            | Población | Población      | Sacerdotes | Sacerdotes    | Sacerdotes    | Bautizados por sacerdote | Diáconos permanentes | Religiosos | Religiosos | Parroquias |
| Año                                                                             | Bautizados católicos | Total     | % de católicos | Total      | Clero secular | Clero regular | Bautizados por sacerdote | Diáconos permanentes | Varones    | Mujeres    | Parroquias |
| ------------------------------------------------------------------------------- | -------------------- | --------- | -------------- | ---------- | ------------- | ------------- | ------------------------ | -------------------- | ---------- | ---------- | ---------- |
| 1970                                                                            | 24 925               | 55 887    | 44.6           | 29         | 5             | 24            | 859                      |                      | 31         | 44         | 18         |
| 1980                                                                            | 29 300               | 56 213    | 52.1           | 19         | 2             | 17            | 1542                     |                      | 21         | 47         | 22         |
| 1990                                                                            | 37 000               | 72 000    | 51.4           | 20         | 4             | 16            | 1850                     |                      | 41         | 71         | 24         |
| 1999                                                                            | 47 501               | 88 600    | 53.6           | 20         | 8             | 12            | 2375                     | 3                    | 37         | 88         | 24         |
| 2000                                                                            | 49 000               | 90 800    | 54.0           | 19         | 8             | 11            | 2578                     | 3                    | 32         | 73         | 25         |
| 2001                                                                            | 49 456               | 91 456    | 54.1           | 26         | 12            | 14            | 1902                     | 3                    | 43         | 92         | 24         |
| 2002                                                                            | 48 500               | 91 000    | 53.3           | 31         | 14            | 17            | 1564                     | 6                    | 45         | 90         | 24         |
| 2003                                                                            | 48 908               | 92 494    | 52.9           | 26         | 14            | 12            | 1881                     | 2                    | 33         | 99         | 24         |
| 2004                                                                            | 48 908               | 92 494    | 52.9           | 24         | 13            | 11            | 2037                     | 2                    | 29         | 97         | 25         |
| 2010                                                                            | 54 942               | 110 367   | 49.8           | 29         | 21            | 8             | 1894                     | 2                    | 22         | 97         | 21         |
| 2014                                                                            | 63 644               | 119 435   | 53.3           | 26         | 19            | 7             | 2447                     | 3                    | 26         | 71         | 15         |
| 2017                                                                            | 68 406               | 126 632   | 54.0           | 23         | 17            | 6             | 2974                     |                      | 23         | 73         | 21         |
| 2020                                                                            | 65 925               | 127 705   | 51.6           | 31         | 23            | 8             | 2126                     |                      | 22         | 73         | 24         |
| 2022                                                                            | 65 925               | 127 705   | 51.6           | 31         | 23            | 8             | 2126                     |                      | 14         | 73         | 24         |
| Fuente: Catholic-Hierarchy, que a su vez toma los datos del Anuario Pontificio. |                      |           |                |            |               |               |                          |                      |            |            |            |

## Episcopologio
- Joseph-Marie Leray, M.S.C. † (27 de julio de 1897-noviembre de 1926 renunció)
- Joseph Bach, M.S.C. † (26 de enero de 1927-27 de diciembre de 1933 renunció)
  - Sede vacante (1933-1937)
- Octave-Marie Terrienne, M.S.C. † (2 de diciembre de 1937-28 de febrero de 1961 renunció)
- Pierre-Auguste-Antoine-Marie Guichet, M.S.C. † (19 de julio de 1961-15 de noviembre de 1978 renunció)
- Paul Eusebius Mea Kaiuea, M.S.C. † (15 de noviembre de 1978-29 de junio de 2020 retirado)[nota 1]
  - Sede vacante (2020-2024)[nota 2]
  - Koru Tito † (29 de junio de 2020-7 de agosto de 2022 falleció) (obispo electo)
- Simon Samendra Mani, M.S.C., desde el 2 de mayo de 2024